# Lijst van voetbalinterlands Bahama's - Turks- en Caicoseilanden
Deze lijst van voetbalinterlands is een overzicht van alle officiële voetbalwedstrijden tussen de nationale teams van de Bahama's en de Turks- en Caicoseilanden. De landen speelden tot op heden zeven keer tegen elkaar. De eerste ontmoeting, een kwalificatiewedstrijd voor de Caribbean Cup 1999, werd gespeeld in Nassau op 24 februari 1999. Het laatste duel, een vriendschappelijke wedstrijd, vond plaats op 14 mei 2022 in Nassau.

## Wedstrijden
| № | Plaats         | Datum            | Competitie                      | Wedstrijd                       | Uitslag |
| - | -------------- | ---------------- | ------------------------------- | ------------------------------- | ------- |
| 1 | Nassau         | 24 februari 1999 | Caribbean Cup 1999 kwalificatie | Bahama's – Turks- en Caicoseil. | 3 – 0   |
| 2 | Havana         | 6 september 2006 | Caribbean Cup 2007 kwalificatie | Bahama's – Turks- en Caicoseil. | 3 – 2   |
| 3 | Providenciales | 2 juli 2011      | WK 2014 kwalificatie            | Turks- en Caicoseil. – Bahama's | 0 – 4   |
| 4 | Nassau         | 9 juli 2011      | WK 2014 kwalificatie            | Bahama's – Turks- en Caicoseil. | 6 – 0   |
| 5 | Nassau         | 16 maart 2019    | Vriendschappelijk               | Bahama's – Turks- en Caicoseil. | 6 – 1   |
| 6 | Nassau         | 12 mei 2022      | Vriendschappelijk               | Bahama's − Turks- en Caicoseil. | 4 − 2   |
| 7 | Nassau         | 14 mei 2022      | Vriendschappelijk               | Bahama's − Turks- en Caicoseil. | 1 − 2   |

## Samenvatting
| Competitie                 | Totaal gespeeld | Winst Bahama's | Gelijk | Winst Turks- en Caicoseil. | Doelsaldo Bahama's – Turks- en Caicoseil. |
| -------------------------- | --------------- | -------------- | ------ | -------------------------- | ----------------------------------------- |
| WK-kwalificatie            | 2               | 2              | 0      | 0                          | 10 − 0                                    |
| Caribbean Cup-kwalificatie | 2               | 2              | 0      | 0                          | 6 − 2                                     |
| Vriendschappelijk          | 3               | 2              | 0      | 1                          | 11 − 5                                    |
| Totaal                     | 7               | 6              | 0      | 1                          | 27 − 7                                    |

Wedstrijden bepaald door strafschoppen worden, in lijn met de FIFA, als een gelijkspel gerekend.